# 縱深防禦
縱深防禦（英語：Defence in depth）是為一種軍事戰略，有時也稱作彈性防禦（elastic defence）或是深層防禦（deep defence），是以全面深入的防禦去延遲而不是阻止前進中的敵人，透過放棄空間來換取時間以給予敵人額外的傷亡。有別於以一個單一而強大的防禦戰線去防禦敵人，縱深防禦試圖用下列方式阻擊敵人
1. 使攻擊潮流失去動能一段時間
2. 使攻擊方於一個廣大地區內失去攻擊能力

對防禦者而言，他會放棄在領土上相對微弱的抵抗，而採取全力壓迫攻擊方之後勤補給，或是切割敵方在數量上的優勢的兵力。一旦攻擊方失去其動能，或是其在大部份地區被切割後的兵力數量優勢不再，防禦反攻將在敵人虛弱地帶發動，其主旨在於促使敵方資源之消耗，進而帶動消耗戰，或是迫使攻擊方退回原本攻擊起始點。
纵深防御原则的概念如今也廣泛的用於解釋一些非軍事的決策上，例如在事故（核泄漏、数据泄密等）发生前有多重保障避免事故发生，在事故发生后有多种措施应对以减少损失。其广泛应用于各个安全领域（如计算机网络安全、核电站维护等）及军事领域。

## 軍事上的縱深防禦

### 傳統防衛的變革
傳統上的防守戰略會集中一切軍事資源於前線，一旦線前有缺口被突破，將帶給主力部隊於以下的危險之中。包括側翼有被包圍之可能、被迫遠離補給網絡，而且指揮官遇害風險增高，甚至面臨投降。
而深度的防禦則是要讓防守者展開其資源，例如要塞、野戰工事與軍事單位，並將這些妥善的部署於前線之後。雖然攻擊方可能輕易的發現並摧毀多數薄弱的防線，但是當敵軍向前推進時，將持續的受到抵抗。敵軍越前進，其側翼將越變得脆弱，其前進的速度受到延遲，更有被包圍的風險。在漫長的防線上，攻擊方集結軍力於防線中少數幾個點時，防守方運用深度防禦將最能發揮作用。
防守方的縱深防禦，將以後撤至一連串的作戰發起點，以減少被前進的攻擊方超越或是被包圍的高額代價。透過延遲敵軍前進而降低其發動突擊的優勢，並爭取時間調動防禦單位一面抵抗，一面準備展開反擊。

### 軍事佈署
一個計劃完善的縱深防禦會將其適當的兵力部署於可以相互支援的位置，如將缺乏演練的軍隊部署於靜態防禦的前線，相對於配備與戰鬥力精良之部隊則置於可機動的預備隊。連續深層的防禦則會運用不同的戰術與技巧禦敵，例如一列龍齒(dragon's teeth)足以阻擋裝甲車的前進，卻不足以對付步兵，這時一排鐵絲網的障礙就有了互補性的效果。縱深防禦可以讓防禦者無所不用其極，不論是自然環境，或是其它優勢，都將其防禦價值發揮完全。

### 縱深防禦的代價
而縱深防禦亦有其缺點，其最不能讓人接受的地方，在於防禦者有計劃的將土地送給進攻的敵人。這可能是因為軍事補給線或是經濟資源區近於前線戰地，或是屈從於敵人是政治與文化所不容許的事。另外，因為縱深防禦需要連續的徹退，防禦者必需掌握有高度的機動性，以支持轉進的成功，而且還必需維持士氣，使之不因為持續的後撤而低落。

### 歷史發展
晚近一些縱深防禦的例子，如歐洲丘堡(hill forts)與複合城堡(concentric castles)或中國塢壁(塢堡)的發展。在這些例子中，內層防禦足以用投射武器支援外層防禦，攻擊者必需突破層層防禦，而防禦者則可以選擇退卻再戰，有鑑於此，常讓攻擊方望而卻步。
更近一些的案例，縱深防禦包括了第一次世界大戰期間交錯縱橫的壕溝，第二次世界大戰時英國反入侵戰備(二战时英国的反入侵战备)與蘇聯的庫爾斯克會戰，以及亞洲戰場中華民國的中國抗日戰爭政策（以空間換取時間）。諾曼第戰役時，德意志國防軍成功的運用區域中成排的灌木樹籬為防禦線，以達成延遲盟軍進攻的目標，阻擊盟軍抵達後的強化工事。
公元221年三國時代的夷陵之戰，東吳也利用撤退防禦和消耗戰折損劉備蜀軍，最後將戰局拖至炎夏並把蜀軍引至叢林深處進行火攻而反敗為勝，守住戰略要地荊州，從而改變了三國歷史。

## 非軍事上的縱深防禦
縱深防禦這個名詞被運用於許多非軍事方面，例如縱深防禦的概念運用於火災之防禦，避免投入所有資源去防止一處可能的起火點，反而需要佈署火災警報器、滅火器，設計疏散計劃、機動營救與滅火裝備，甚至是一個全民性的計劃，集中大量資源於主要特定地點。

### 機械工程學的運用
縱深防禦運用在工程學上，則是著重於冗長化(redundancy)，就是指「即便是有一個零件失靈，整個系統仍然能持續運作」，甚至是嘗試著設計「使零件不會重覆的毀損於同一處」。例如一架有著四個引擎的飛機發生全部發動機故障的機率一定比只有單一引擎的飛機來得低，無論如何努力的提高這單引擎飛機的可靠度。

### 核子工程學的運用
在核子工程與核安工程的運用上，縱深防禦代表了實施多元性、可持續性，以及每層可各自獨立的防護系統、反應爐核心的故障臨界點警示等。這樣可幫助減少其風險，避免只要發生任何一件錯誤就導致出最悲慘的結果，像是反應爐熔解，或是其它危險的狀況。

### 資訊工程學的運用
在電腦工作方面，縱深防禦被稱之為「多層防禦」，這樣的概念被運用於「資訊安全」上。這意味著以多層電腦安全技術去減輕其風險，在其中有些電腦被入侵或是洩密時，風險可以大大降低。舉例來說，防毒軟體被安裝於個人工作站上，電腦中病毒在防火牆與伺服器等其它類似環境中被攔劫下來。來自各不同公司的安全產品也可能在網路上佈署對其它潛在病毒的防禦，以幫助防止任何一個防禦指揮的差錯而導致全盤毀滅，即稱之為階層化（layered approach）。